# Torre Catalunya
La Torre Catalunya és un gratacel que es troba a la plaça dels Països Catalans de Barcelona. Actualment, allotja l'Hotel Nobu.

## Història i descripció
Projectat per l'arquitecte Agustí Borrell Calonge i acabat el 1977, té 25 plantes i 80 m d'alçada. Originalment, tenia una antena de 20 m, que des del 1992 (quan l'edifici fou habilitat com a hotel)
mostrava un rètol publicitari únic de la companyia Sony, canviat el 2014 per un de Philips.
El setembre de 2019, l'edifici va ser adquirit per la cadena hotelera Nobu, fundada per Nobu Matsuhisa, Robert De Niro i Meir Teper. El 2021 va començar una reforma, projectada per David Rockwell, desmuntant l'antena que el coronava. i substituïnt les plaques blanques de les façanes per unes de més fosques, donant una aparença més renovada al conjunt.

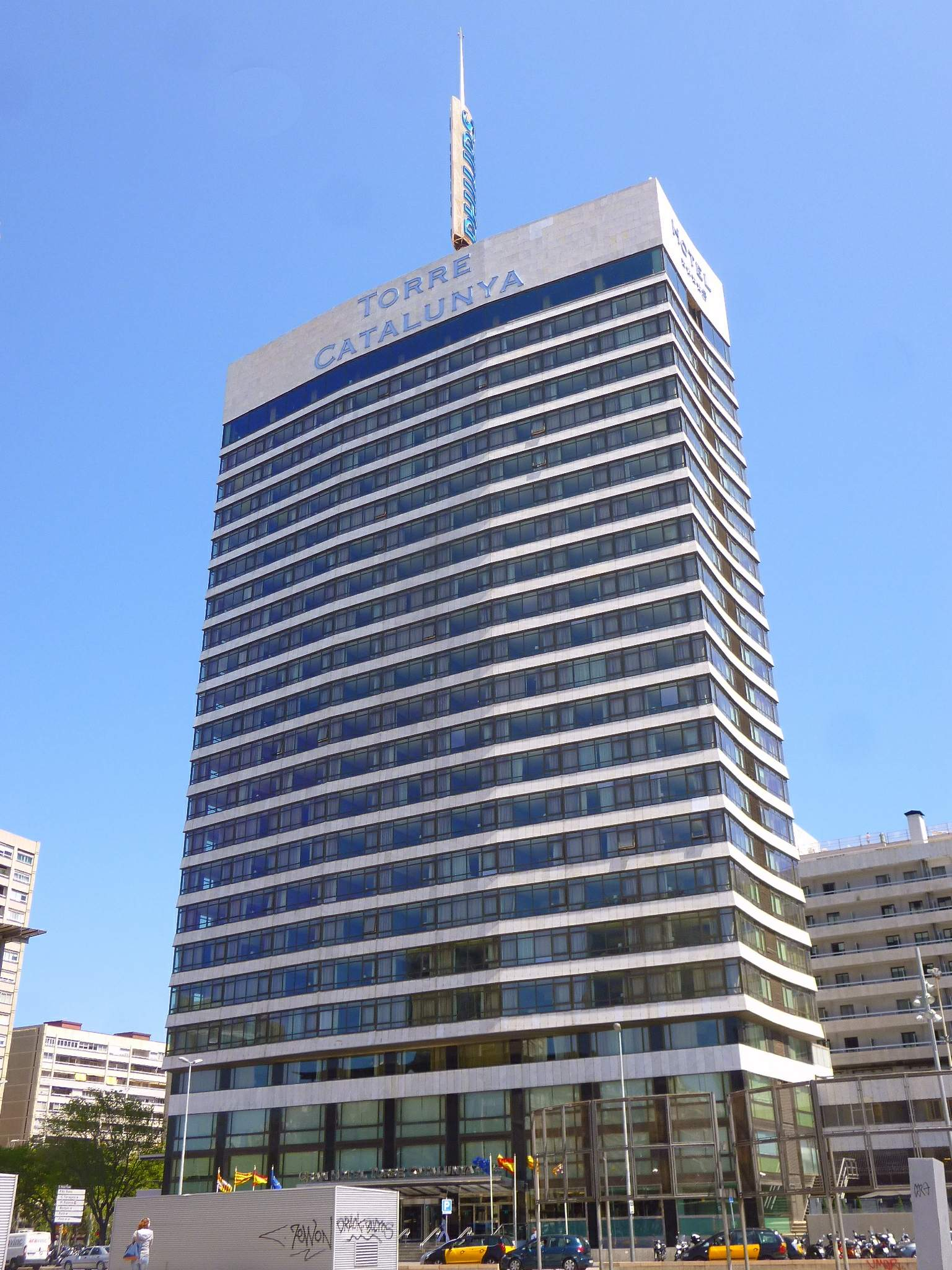
L'edifici abans de la reforma